# Hypena sanctigeorgii
Hypena sanctigeorgii är en fjärilsart som beskrevs av Collenette 1929. Hypena sanctigeorgii ingår i släktet Hypena och familjen nattflyn. Inga underarter finns listade i Catalogue of Life.